# Бельгерн-Шильдау
Бельгерн-Шильдау (нім. Belgern-Schildau) — місто в Німеччині, розташоване в землі Саксонія. Входить до складу району Північна Саксонія.
Площа — 158,3 км2. Населення становить 7647 ос. (станом на 31 грудня 2020).